# 𐞖
Cette page contient des caractères spéciaux ou non latins. S’ils s’affichent mal (▯, ?, etc.), consultez la page d’aide Unicode.
𐞖, appelée petite capitale h en exposant, petite capitale h supérieur ou lettre modificative latine petite capitale h, est un phonétique symbole, notamment un symbole non standard de l’alphabet phonétique international ou un symbole de certaines variantes de l’alphabet phonétique ouralique. Il est formé de la petite capitale h ‹ ʜ › mise en exposant.

## Représentations informatiques
La lettre modificative latine petite capitale aa peut être représenté avec les caractères Unicode suivants (Latin étendu – F) :
| formes       | représentations | chaînes de caractères | points de code | descriptions                                 |
| ------------ | --------------- | --------------------- | -------------- | -------------------------------------------- |
| modificative | 𐞖               | 𐞖                     | U+10796        | lettre modificative latine petite capitale h |

## Sources
- (de) Eliel Lagercrantz, « Synopsis des Lappischen », Oslo Etnografiske Museums skrifter, Oslo, vol. 2, no 4,‎ 1941 (lire en ligne)
- (en) Amanda Miller, « A prosodic account of Juǀʼhoansi consonant distribution patterns », dans M.  Brenzinger & König, C., Khoisan languages and linguistics: Proceedings of the 1st International Symposium, January 4-8, 2003, Riezlern / Kleinwalsertal, Köln, Rüdiger Köppe Verlag, coll. « Research in Khoisan Studies » (no 24), 2010 (lire en ligne), p. 40-73
- (en) Kirk Miller et Michael Ashby, Unicode request for IPA modifier-letters (a), pulmonic, 8 novembre 2020 (lire en ligne)